# Distrikt El Oro
Der Distrikt El Oro liegt in der Provinz Antabamba in der Region Apurímac in Südzentral-Peru. Der Distrikt wurde am 18. August 1961 gegründet. Er besitzt eine Fläche von 66,6 km². Beim Zensus 2017 wurden 577 Einwohner gezählt. Im Jahr 1993 lag die Einwohnerzahl bei 558, im Jahr 2007 bei 516. Die Distriktverwaltung befindet sich in der 3280 m hoch gelegenen Ortschaft Ayahuay mit 461 Einwohnern (Stand 2017). Ayahuay liegt 26 km nordwestlich der Provinzhauptstadt Antabamba.

## Geographische Lage
Der Distrikt El Oro liegt im Andenhochland im äußersten Nordwesten der Provinz Antabamba am rechten Flussufer des nach Nordwesten strömenden Río Pachachaca (auch Río Ichuni und Río Antabamba).
Der Distrikt El Oro grenzt im Südwesten an den Distrikt Pocohuanca (Provinz Aymaraes), im Nordwesten an den Distrikt Tapairihua (ebenfalls in der Provinz Aymaraes), im Norden und Nordosten an die Distrikte Chacoche und Circa (beide in der Provinz Abancay) sowie im Südosten an den Distrikt Pachaconas.